# Wspólnota administracyjna Auerbach-Burkhardtsdorf-Gornsdorf
Wspólnota administracyjna Auerbach-Burkhardtsdorf-Gornsdorf (niem. Verwaltungsgemeinschaft Auerbach-Burkhardtsdorf-Gornsdorf) – wspólnota administracyjna w Niemczech, w kraju związkowym Saksonia, w okręgu administracyjnym Chemnitz,  w powiecie Erzgebirgskreis. Siedziba wspólnoty znajduje się w miejscowości Burkhardtsdorf.
Wspólnota administracyjna zrzesza trzy gminy: 
- Auerbach
- Burkhardtsdorf
- Gornsdorf